# Udești
Udești [ˈudeʃtʲ] (deutsch Uidestie) ist eine Gemeinde im Kreis Suceava in Rumänien.

## Geographische Lage

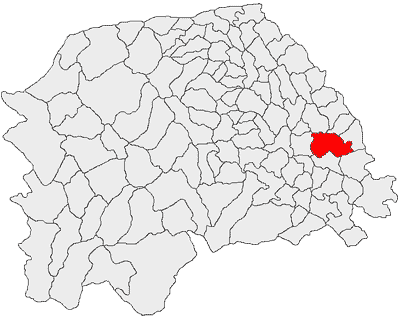
Lage der Gemeinde Udești im Kreis Suceava

Die Gemeinde Udești liegt im östlichen Teil des Kreises Suceava, 16 km von der Kreishauptstadt Suceava entfernt. Das Gebiet der Gemeinde wird von der Kreisstraße DJ 209A Suceava–Liteni durchquert.

## Geschichte
In den moldauischen Dokumenten wird erwähnt, dass Alexandru cel Bun dem Metropoliten von Suceava im 16. Jahrhundert zwei Dörfer schenkte, darunter Pascari. Um 1580 wurde der Name Udești erstmals anstelle des Namens Pascari erwähnt. Am 2. Juli 1776 kam das Gebiet von Udești gemäß des Abkommens zwischen dem Osmanischen Reich und der Habsburgermonarchie mit einem Gebietsstreifen von etwa 290 Dörfern unter österreichische Herrschaft. Nach 1918 war das Udești Teil des Bezirks Fălticeni. Durch die Verwaltungsreform von 1960 ging die heutige Gemeinde an den heutigen Kreis Suceava über.

## Sehenswürdigkeiten
Die Casă Memorială Eusebiu Camilar befindet sich in Udești. Im Dorf Reuseni (deutsch Reusseny) befindet sich die von Ștefan cel Mare gegründete Kirche „Tăierea Capului Sfântului Ioan Botezătorul“ (Enthauptung des Heiligen Johannes des Täufers), die zwischen 1503 und 1504 erbaut wurde.

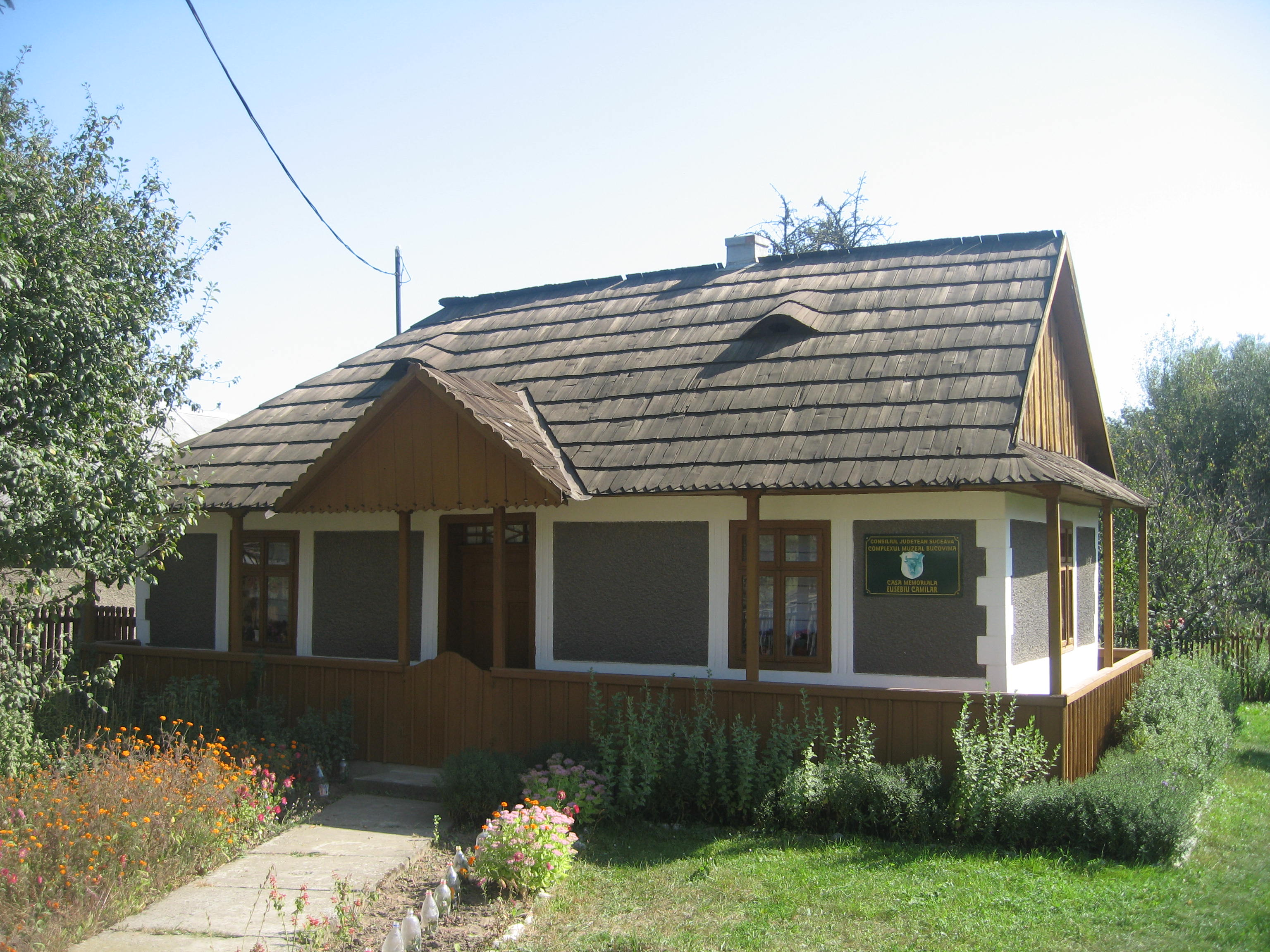
Casă Memorială Eusebiu Camilar
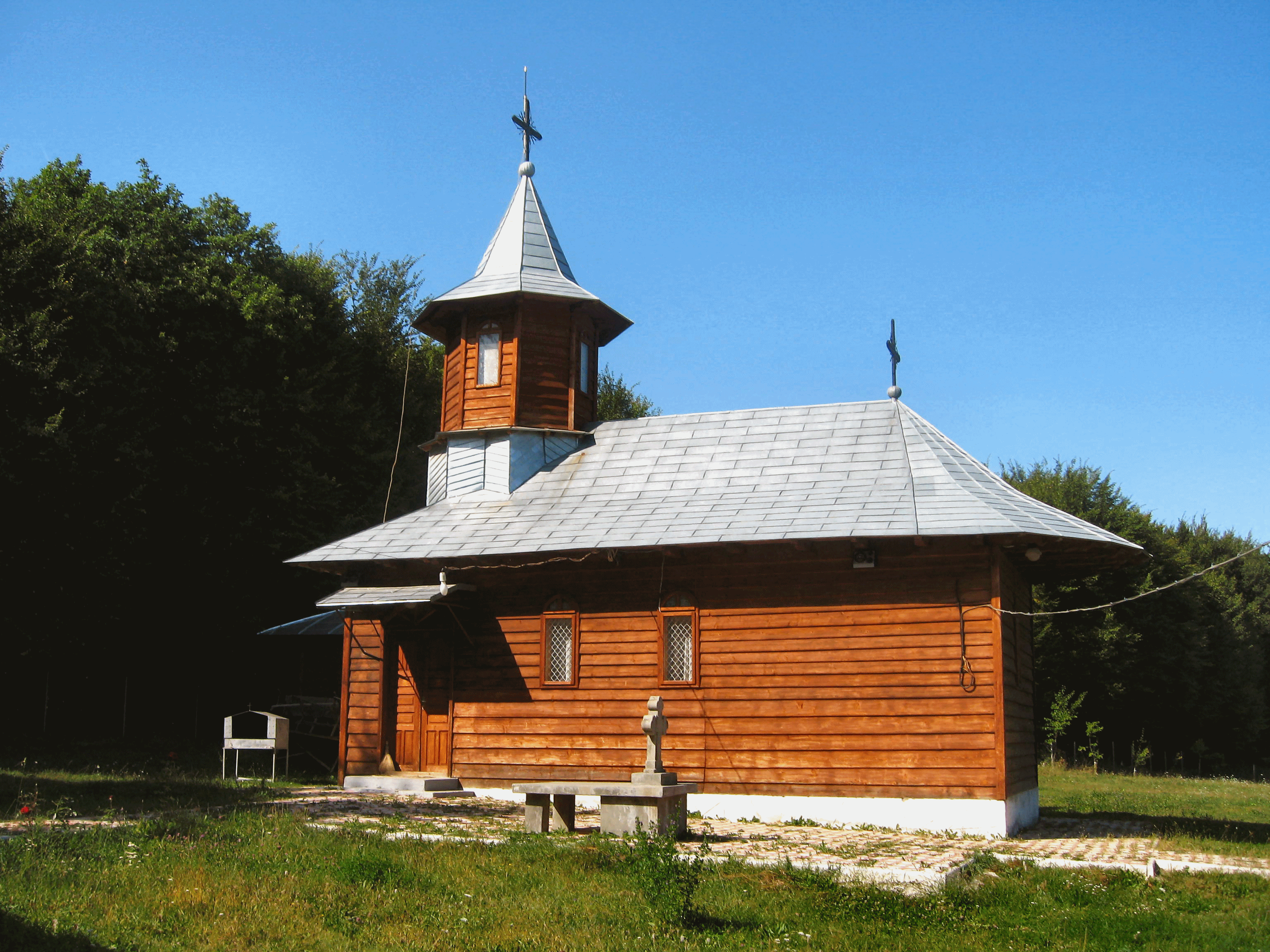
Holzkirche in Udești

## Persönlichkeiten
- Eusebiu Camilar (1910–1965), rumänischer Schriftsteller[4]